# Hůrky (Lišov)
Hůrky (německy Hurek) jsou vesnice, část města Lišov v okrese České Budějovice v Jihočeském kraji. Nachází se asi tři kilometry na severovýchod od Lišova. Prochází zde silnice II/148. Hůrky leží v katastrálním území Hůrky u Lišova o rozloze 9,69 km². V katastrálním území Hůrky u Lišova leží i Hrutov.

## Název
Název vesnice je odvozen ze slova hórka ve významu malá hora. V historických pramenech se objevuje ve tvarech: Horky (1378), Huorky (1490) a Hurky (1562, 1601 a 1720).

## Historie
Hůrky byly založeny pravděpodobně koncem 13. nebo počátkem 14. století. Původní zástavbu tvořily dvě řady usedlostí, 10 podle levého a 10 podle pravého břehu Hůreckého potoka. Obec většinu své historie, až do poloviny 19. století, náležela pod panství Hluboká. První písemná zmínka o vesnici pochází z 6. května 1378 v listině krále Karla IV., který Hůrky spolu s dalšími obcemi zastavil panu Janu z Leuchtenberka. Obec často měnila majitele. V průběhu Třicetileté války se téměř vylidnila. Roku 1661 zakoupili Hůrky spolu s celým hlubockým panstvím Schwarzenbergové.
Roku 1848 byla zrušena robota.  V letech 1862–1864 byla vybudována okresní silnice z Lišova přes Hůrky do Lomnice nad Lužnicí. V srpnu 1866 musela obec poskytnout ubytování vojákům Pruské armády. Roku 1868 byla postavena nová kaple sv. Jana Nepomuckého. Dne 18. května 1890 byl založen sbor dobrovolných hasičů. Roku 1905 byla v Hůrkách vybudována obecní škola. Stavbu provedla budějovická firma architekta Josefa Pfeffermanna. Spory ohledně financování ovšem vedly k odtržení přidružených vesnic Hrůtova a Levína, které s výstavbou nesouhlasily.
V 1. světové válce padlo 13 občanů Hůrek. Jejich jména jsou uvedena na pomníku padlým, který navrhl místní rodák architekt Jan Šachl. Pomník byl slavnostně odhalen 10. června 1923. Roku 1927 proběhla v obci elektrifikace. Roku 1932 byla postavena nová hasičská zbrojnice.
Za druhé světové války zahynuli v koncentračním táboře Terezín tři občani Hůrek.
Roku 1957 bylo založeno Jednotné zemědělské družstvo. Roku 1973 byla zrušena škola. V září 1977 byl otevřen nový hostinec s kulturním sálem a prodejnou.

## Obyvatelstvo
| Rok            | 1869 | 1880 | 1890 | 1900 | 1910 | 1921 | 1930 | 1950 | 1961 | 1970 | 1980 | 1991 | 2001 | 2011 | 2021 |
| -------------- | ---- | ---- | ---- | ---- | ---- | ---- | ---- | ---- | ---- | ---- | ---- | ---- | ---- | ---- | ---- |
| Počet obyvatel | 458  | 499  | 480  | 484  | 498  | 464  | 424  | 363  | 348  | 263  | 304  | 275  | 267  | 234  | 262  |
| Počet domů     | 66   | 69   | 70   | 71   | 72   | 74   | 78   | 79   | 96   | 74   | 77   | 95   | 97   | 105  | 109  |

## Obecní správa
Roku 1850 byly Hůrky samostatnou obcí. Od 30. dubna 1976 byly Hůrky s Hrutovem administrativně připojeny k Lišovu. V letech 1850–1906 k obci patřil Levín a v letech 1850–1906 a od 12. června 1960 do 29. dubna 1976 také Hrutov.

## Spolky
- Spolek pro Hůrky a venkov
- Myslivecký spolek Hůrky

## Pamětihodnosti
- kaple svatého Jana Nepomuckého z roku 1868
- pomník padlým z roku 1923
- dvoje boží muka
- dva kamenné mosty
- lidová architektura
- secesní školní budova od architekta Josefa Pfeffermanna z roku 1905

## Rodáci
- Jan Klabouch (* 1948), hokejista
- Antonín Šachl (1860–1943), starosta a poslanec, později senátor
- Jan Šachl (1880–1935), profesor architektury[12]
- Jan Tůma (1875–1953), poslanec Národního shromáždění

## Fotogalerie

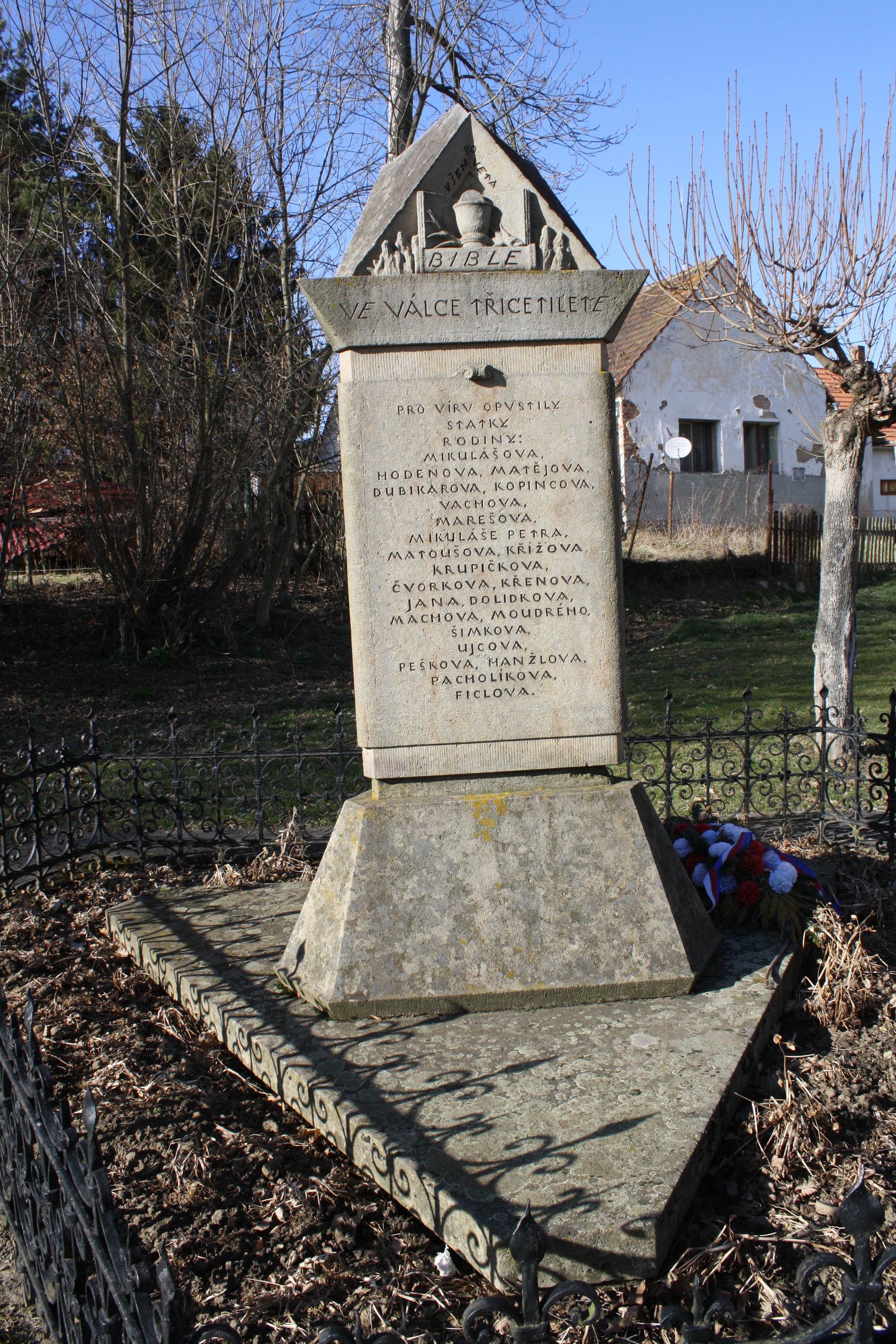
Pomník padlým
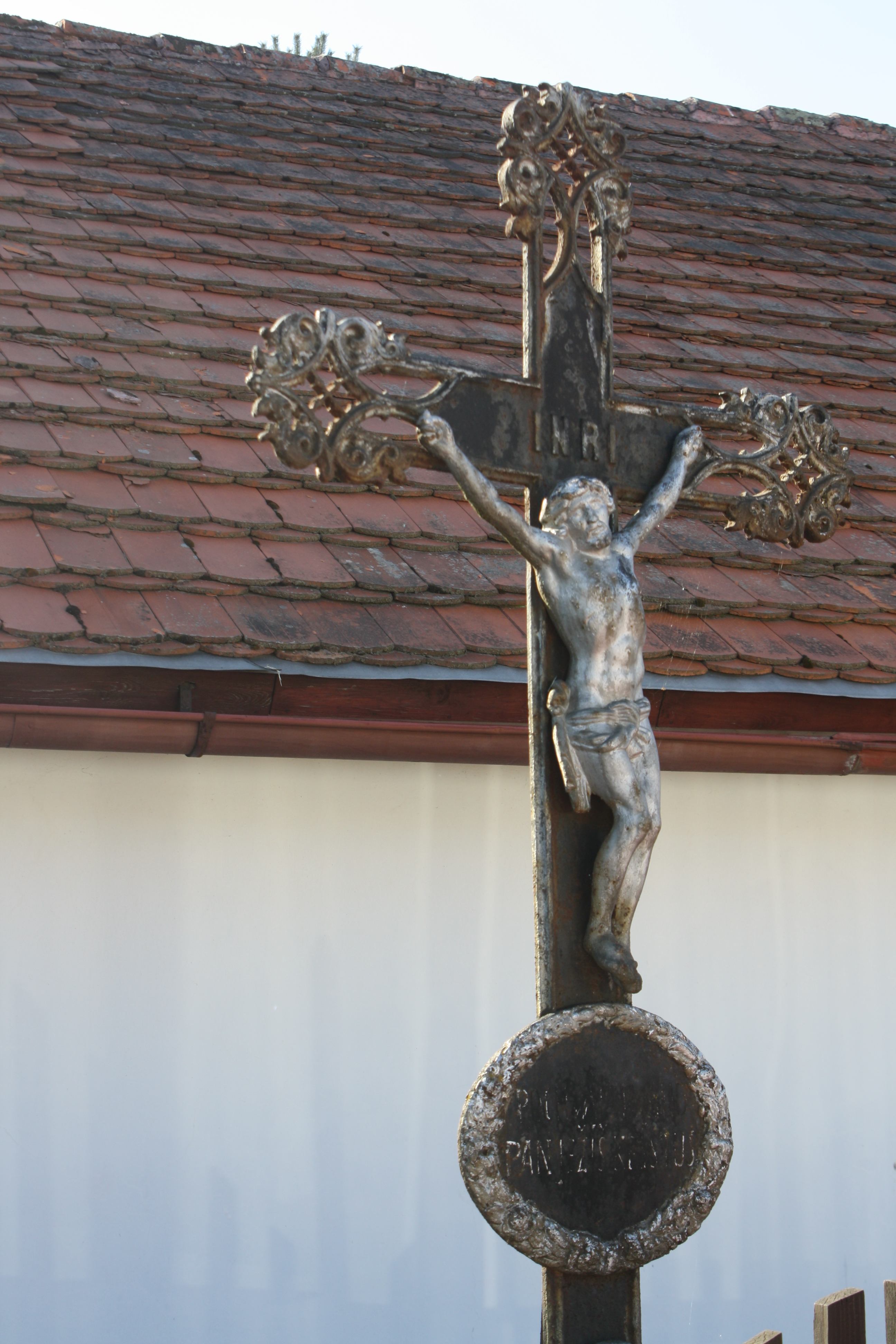
Boží muka
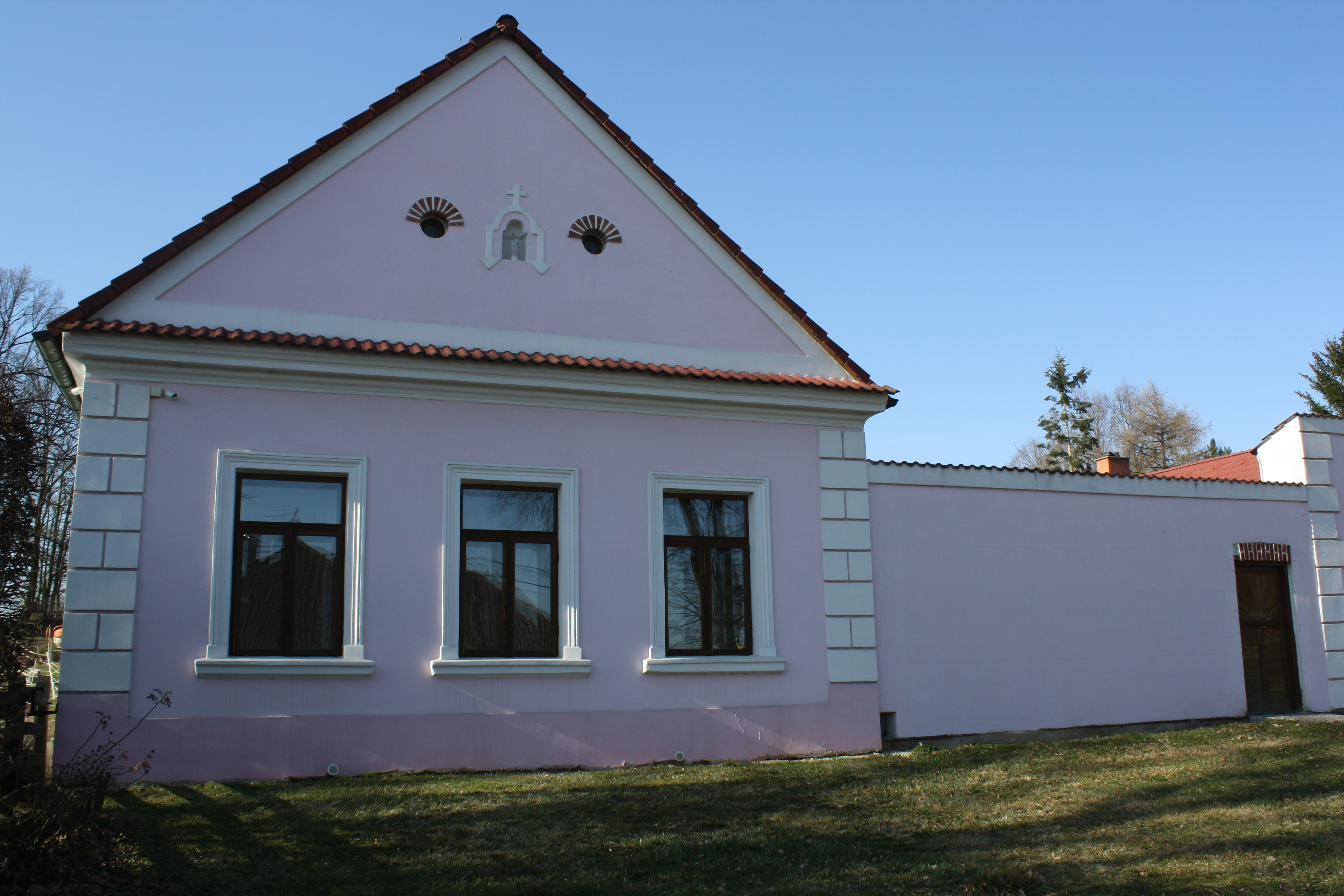
Statek
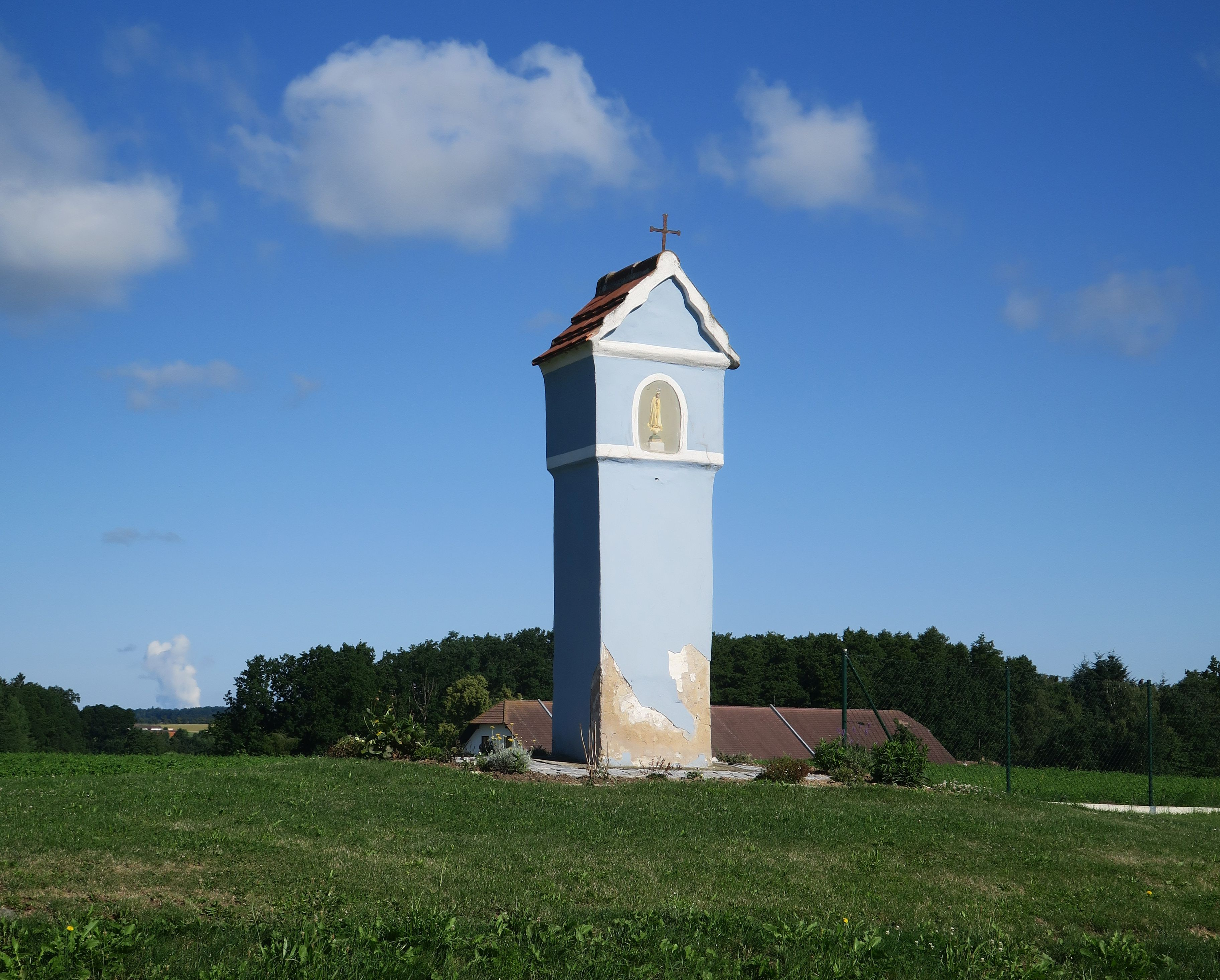
Památkově chráněná boží muka z první poloviny 19. století